# Litargus balteatus
Litargus balteatus är en skalbaggsart som beskrevs av Leconte 1856. Litargus balteatus ingår i släktet Litargus och familjen vedsvampbaggar. Arten förekommer tillfälligt i Sverige, men reproducerar sig inte. Inga underarter finns listade i Catalogue of Life.

## Bildgalleri

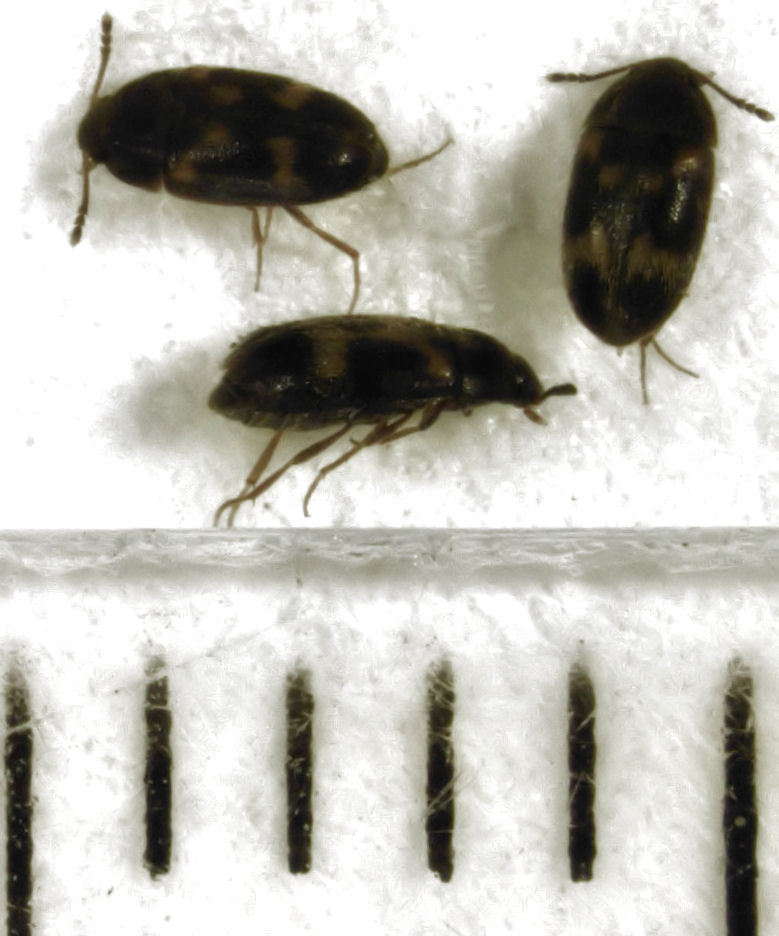
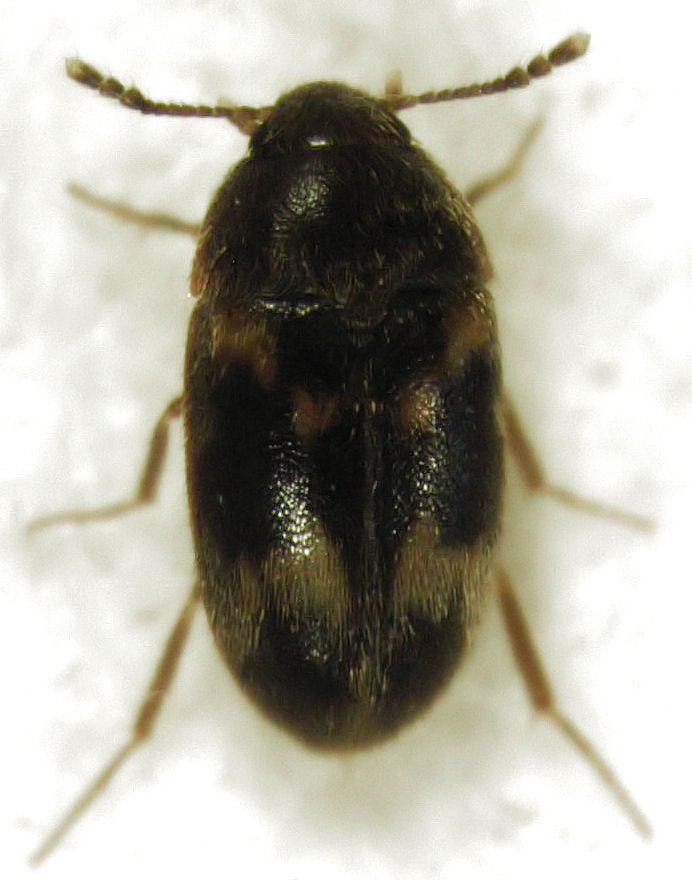
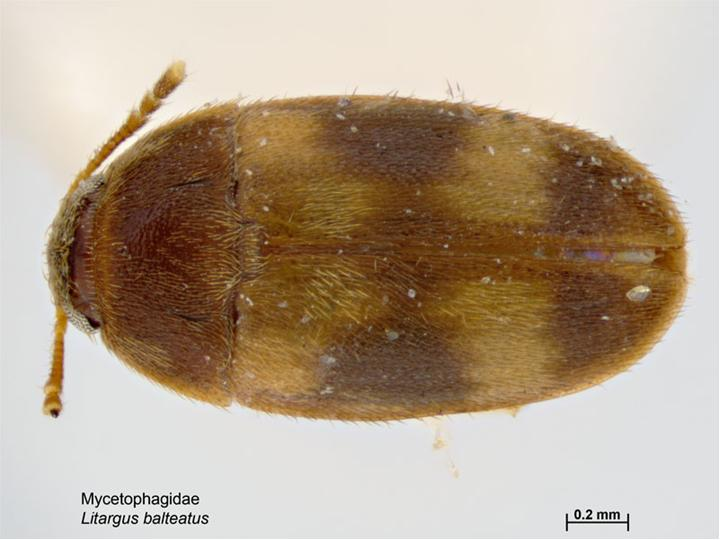